# Melissa Barbieri
Pour les articles homonymes, voir Barbieri.
Melissa Anne Barbieri, née le 20 février 1980 à Melbourne, est une footballeuse internationale australienne qui fait maintenant partie du staff de l'équipe d'A-League de Melbourne City (en).
Elle sélectionnée à 86 reprises dans l'équipe nationale d'Australie et participe à quatre coupes du monde. Elle prend sa retraite de joueuse internationale en 2015.
Melissa Barbieri est nommée gardienne de but de l'année de la W-League lors des saisons 2008-09 et 2013-14.

## Biographie

### Jeunesse et éducation
Melissa Barbieri est boursière au sein de l'Institut victorien du sport.

### Carrière de joueuse
Au début de sa carrière, Melissa Barbieri joue milieu de terrain jusqu'à l'âge de 20 ans, lorsqu'une blessure à la tendinite aux ischio-jambiers l'oblige à arrêter de jouer dans le champ,.
Avant la Coupe du monde 2007, Melissa Barbieri dispute 54 matchs avec l'Australie. Elle joue pour le Richmond SC (en), devenant la première femme à jouer dans la ligue masculine semi-professionnelle australienne. Après avoir acquis de l'expérience dans la ligue masculine, Melissa Barbieri fait ses débuts dans les buts des Matildas en septembre 2002 lors d'un match contre le Canada qui se conclut par une victoire 1-0.
En 2008, elle est approchée par l'équipe américaine, les Boston Renegades (en). Cependant, la direction de Boston ne poursuit finalement pas les négociations en raison des engagements de la joueuse envers l'équipe nationale australienne.
Elle signe pour Melbourne Victory (en) pour la saison inaugurale de la Westfield W-League. Melissa Barbieri remporte le prix de la gardienne de but de l'année cette saison-là.
Le 19 février 2010, Melissa Barbieri est nommée capitaine des Matildas à la suite du départ à la retraite en 2009 de Cheryl Salisbury (en).
En mai 2015, le sélectionneur Alen Stajcic (en) ne choisit étonnamment pas Brianna Davey (en) dans l'équipe australienne pour la Coupe du monde féminine de 2015, une décision critiquée dans de nombreux milieux, qui provoque la sélection de Melissa Barbieri pour sa quatrième Coupe du monde.
En juillet 2016, la joueuse signe un accord pour jouer un match en tant qu'invitée de Taroona (en) dans la Super League féminine de Tasmanie.
En novembre 2017, Melissa Barbieri sort de sa retraite pour rejoindre Melbourne City (en) dans le cadre d'un contrat de remplacement après qu'une de leurs gardiennes, Emily Shields se soit cassé le poignet.

### Carrière d'entraîneur
Melissa Barbieri est nommée entraîneur de l'équipe féminine de Heidelberg United en octobre 2016.
En juillet 2018, elle nommée entraîneur adjoint de l'équipe de Melbourne City (en).

### Vie privée
Melissa Barbieri donne naissance à son premier enfant, une fille, en 2013.

## Palmarès

### En sélection
- Australie
  - Coupe d'Océanie féminine de football: 2003
  - Coupe d'Asie féminine de football: 2010
  - Championnat d'Asie du Sud-Est féminin de football: 2008

### Individuel
- Gardienne de but de l'année de la W-League: 2008-09, 2013-14